# Raffaele Dolfato
Raffaele Dolfato (Treviso, 28 ottobre 1962 – Olmi, 7 luglio 1997) è stato un rugbista a 15 e imprenditore italiano, in carriera attivo nel ruolo di terza linea ala, vincitore di tre scudetti con il Benetton Treviso e internazionale per l'Italia alla 1ª edizione della Coppa del Mondo di rugby nel 1987.

## Biografia
Terza linea ala scattante grazie al fisico non estremamente possente, esordì in campionato con il Benetton, cui legò tutta la carriera, nel 1981; con la squadra della marca trevigiana vinse tre titoli di campione d'Italia, di cui il secondo, nel 1989, con i gradi di capitano e il terzo, nel 1992, che lo vide iscritto nel ruolino marcatori con una meta in finale contro Rovigo.
Debuttò in Nazionale il 3 marzo 1985 contro un XV della Francia, e fu tra coloro che il C.T. Marco Bollesan selezionò per la Coppa del Mondo di rugby 1987, la prima edizione assoluta di tale competizione.
Disputò in totale 9 incontri in Nazionale, l'ultimo dei quali nel 1988 contro l'Unione Sovietica.
Ritiratosi nel 1994, si dedicò alla conduzione dell'azienda di abbigliamento da lui fondata, la Dominae; il 7 luglio 1997, all'età di 34 anni, rimase ucciso in un incidente stradale sulla statale Postumia, all'altezza di Olmi, frazione di San Biagio di Callalta: alla guida di una motocicletta BMW R 100, Dolfato si scontrò frontalmente con un'automobile e morì prima dell'arrivo dei soccorsi.
I suoi funerali si tennero due giorni più tardi.

## Palmarès
- Campionati italiani: 3
Benetton: 1982-83, 1988-89, 1991-92